# Commonwealth Games 2018/7er-Rugby/Männer
Bei den Commonwealth Games 2018 in Gold Coast, Australien, wurde vom 14. bis 15. April 2018 ein Männerwettbewerb im 7er-Rugby ausgetragen.
Neuseeland gewann ungeschlagen die Goldmedaille vor Fidschi und England.

## Ergebnisse

### Vorrunde

#### Gruppe A
| Pl. | Team            | S | U | N | Ergb.   | Diff. | Pkt. |
| --- | --------------- | - | - | - | ------- | ----- | ---- |
| 1.  | Südafrika       | 3 | 0 | 0 | 121:05  | +116  | 9    |
| 2.  | Schottland      | 2 | 0 | 1 | 073:026 | +047  | 7    |
| 3.  | Papua-Neuguinea | 1 | 0 | 2 | 031:084 | −053  | 5    |
| 4.  | Malaysia        | 0 | 0 | 3 | 05:115  | −110  | 3    |

| 14. April 2018 11:43 | Schottland | 27 : 0 | Papua-Neuguinea | Robina Stadium, Gold Coast Schiedsrichter: Tevita Rokovereni (Fidschi) |
| 14. April 2018 11:43 | Bericht    |        |                 | Robina Stadium, Gold Coast Schiedsrichter: Tevita Rokovereni (Fidschi) |

| 14. April 2018 12:05 | Südafrika | 43 : 0 | Malaysia | Robina Stadium, Gold Coast Schiedsrichter: Craig Evans (Wales) |
| 14. April 2018 12:05 | Bericht   |        |          | Robina Stadium, Gold Coast Schiedsrichter: Craig Evans (Wales) |

| 14. April 2018 18:15 | Schottland | 41 : 0 | Malaysia | Robina Stadium, Gold Coast Schiedsrichter: Richard Haughton (England) |
| 14. April 2018 18:15 | Bericht    |        |          | Robina Stadium, Gold Coast Schiedsrichter: Richard Haughton (England) |

| 14. April 2018 18:37 | Südafrika | 52 : 0 | Papua-Neuguinea | Robina Stadium, Gold Coast Schiedsrichter: Richard Kelly (Neuseeland) |
| 14. April 2018 18:37 | Bericht   |        |                 | Robina Stadium, Gold Coast Schiedsrichter: Richard Kelly (Neuseeland) |

| 14. April 2018 21:55 | Papua-Neuguinea | 31 : 5 | Malaysia | Robina Stadium, Gold Coast Schiedsrichter: Rasta Rasivhenge (Südafrika) |
| 14. April 2018 21:55 | Bericht         |        |          | Robina Stadium, Gold Coast Schiedsrichter: Rasta Rasivhenge (Südafrika) |

| 14. April 2018 22:17 | Südafrika | 26 : 5 | Schottland | Robina Stadium, Gold Coast Schiedsrichter: Damon Murphy (Australien) |
| 14. April 2018 22:17 | Bericht   |        |            | Robina Stadium, Gold Coast Schiedsrichter: Damon Murphy (Australien) |

#### Gruppe B
| Pl. | Team       | S | U | N | Ergb.  | Diff. | Pkt. |
| --- | ---------- | - | - | - | ------ | ----- | ---- |
| 1.  | England    | 3 | 0 | 0 | 97:022 | +75   | 9    |
| 2.  | Australien | 2 | 0 | 1 | 73:038 | +35   | 7    |
| 3.  | Samoa      | 1 | 0 | 2 | 43:064 | −21   | 5    |
| 4.  | Jamaika    | 0 | 0 | 3 | 17:106 | −89   | 3    |

| 14. April 2018 9:31 | Australien | 24 : 7 | Samoa | Robina Stadium, Gold Coast Schiedsrichter: Sam Grove-White (Schottland) |
| 14. April 2018 9:31 | Bericht    |        |       | Robina Stadium, Gold Coast Schiedsrichter: Sam Grove-White (Schottland) |

| 14. April 2018 9:53 | England | 38 : 5 | Jamaika | Robina Stadium, Gold Coast Schiedsrichter: Jordan Way (Australien) |
| 14. April 2018 9:53 | Bericht |        |         | Robina Stadium, Gold Coast Schiedsrichter: Jordan Way (Australien) |

| 14. April 2018 13:11 | Australien | 32 : 5 | Jamaika | Robina Stadium, Gold Coast Schiedsrichter: Craig Evans (Wales) |
| 14. April 2018 13:11 | Bericht    |        |         | Robina Stadium, Gold Coast Schiedsrichter: Craig Evans (Wales) |

| 14. April 2018 13:33 | England | 33 : 0 | Samoa | Robina Stadium, Gold Coast Schiedsrichter: Rasta Rasivhenge (Südafrika) |
| 14. April 2018 13:33 | Bericht |        |       | Robina Stadium, Gold Coast Schiedsrichter: Rasta Rasivhenge (Südafrika) |

| 14. April 2018 19:43 | Samoa   | 36 : 7 | Jamaika | Robina Stadium, Gold Coast Schiedsrichter: Jordan Way (Australien) |
| 14. April 2018 19:43 | Bericht |        |         | Robina Stadium, Gold Coast Schiedsrichter: Jordan Way (Australien) |

| 14. April 2018 20:05 | England | 26 : 17 | Australien | Robina Stadium, Gold Coast Schiedsrichter: Richard Kelly (Neuseeland) |
| 14. April 2018 20:05 | Bericht |         |            | Robina Stadium, Gold Coast Schiedsrichter: Richard Kelly (Neuseeland) |

#### Gruppe C
| Pl. | Team       | S | U | N | Ergb.   | Diff. | Pkt. |
| --- | ---------- | - | - | - | ------- | ----- | ---- |
| 1.  | Neuseeland | 3 | 0 | 0 | 127:014 | +113  | 9    |
| 2.  | Kenia      | 2 | 0 | 1 | 080:050 | +035  | 7    |
| 3.  | Kanada     | 1 | 0 | 2 | 064:059 | +05   | 5    |
| 4.  | Sambia     | 0 | 0 | 3 | 00:148  | −148  | 3    |

| 14. April 2018 10:15 | Kanada  | 10 : 26 | Kenia | Robina Stadium, Gold Coast Schiedsrichter: Richard Kelly (Neuseeland) |
| 14. April 2018 10:15 | Bericht |         |       | Robina Stadium, Gold Coast Schiedsrichter: Richard Kelly (Neuseeland) |

| 14. April 2018 10:37 | Neuseeland | 54 : 0 | Sambia | Robina Stadium, Gold Coast Schiedsrichter: Damon Murphy (Australien) |
| 14. April 2018 10:37 | Bericht    |        |        | Robina Stadium, Gold Coast Schiedsrichter: Damon Murphy (Australien) |

| 14. April 2018 13:55 | Kanada  | 47 : 0 | Sambia | Robina Stadium, Gold Coast Schiedsrichter: Jordan Way (Australien) |
| 14. April 2018 13:55 | Bericht |        |        | Robina Stadium, Gold Coast Schiedsrichter: Jordan Way (Australien) |

| 14. April 2018 14:17 | Neuseeland | 40 : 7 | Kenia | Robina Stadium, Gold Coast Schiedsrichter: Sam Grove-White (Schottland) |
| 14. April 2018 14:17 | Bericht    |        |       | Robina Stadium, Gold Coast Schiedsrichter: Sam Grove-White (Schottland) |

| 14. April 2018 20:27 | Kenia   | 47 : 0 | Sambia | Robina Stadium, Gold Coast Schiedsrichter: Tevita Rokovereni (Fidschi) |
| 14. April 2018 20:27 | Bericht |        |        | Robina Stadium, Gold Coast Schiedsrichter: Tevita Rokovereni (Fidschi) |

| 14. April 2018 20:49 | Neuseeland | 33 : 7 | Kanada | Robina Stadium, Gold Coast Schiedsrichter: Craig Evans (Wales) |
| 14. April 2018 20:49 | Bericht    |        |        | Robina Stadium, Gold Coast Schiedsrichter: Craig Evans (Wales) |

#### Gruppe D
| Pl. | Team      | S | U | N | Ergb.   | Diff. | Pkt. |
| --- | --------- | - | - | - | ------- | ----- | ---- |
| 1.  | Fidschi   | 3 | 0 | 0 | 138:022 | +116  | 9    |
| 2.  | Wales     | 2 | 0 | 1 | 090:038 | +052  | 7    |
| 3.  | Uganda    | 1 | 0 | 2 | 038:095 | −057  | 5    |
| 4.  | Sri Lanka | 0 | 0 | 3 | 027:138 | −111  | 3    |

| 14. April 2018 10:59 | Wales   | 31 : 5 | Uganda | Robina Stadium, Gold Coast Schiedsrichter: Richard Haughton (England) |
| 14. April 2018 10:59 | Bericht |        |        | Robina Stadium, Gold Coast Schiedsrichter: Richard Haughton (England) |

| 14. April 2018 11:21 | Fidschi | 63 : 5 | Sri Lanka | Robina Stadium, Gold Coast Schiedsrichter: Rasta Rasivhenge (Südafrika) |
| 14. April 2018 11:21 | Bericht |        |           | Robina Stadium, Gold Coast Schiedsrichter: Rasta Rasivhenge (Südafrika) |

| 14. April 2018 17:31 | Wales   | 42 : 12 | Sri Lanka | Robina Stadium, Gold Coast Schiedsrichter: Tevita Rokovereni (Fidschi) |
| 14. April 2018 17:31 | Bericht |         |           | Robina Stadium, Gold Coast Schiedsrichter: Tevita Rokovereni (Fidschi) |

| 14. April 2018 17:53 | Fidschi | 54 : 0 | Uganda | Robina Stadium, Gold Coast Schiedsrichter: Damon Murphy (Australien) |
| 14. April 2018 17:53 | Bericht |        |        | Robina Stadium, Gold Coast Schiedsrichter: Damon Murphy (Australien) |

| 14. April 2018 21:11 | Uganda  | 33 : 10 | Sri Lanka | Robina Stadium, Gold Coast Schiedsrichter: Richard Haughton (England) |
| 14. April 2018 21:11 | Bericht |         |           | Robina Stadium, Gold Coast Schiedsrichter: Richard Haughton (England) |

| 14. April 2018 21:33 | Fidschi | 21 : 17 | Wales | Robina Stadium, Gold Coast Schiedsrichter: Sam Grove-White (Schottland) |
| 14. April 2018 21:33 | Bericht |         |       | Robina Stadium, Gold Coast Schiedsrichter: Sam Grove-White (Schottland) |

### K.-o.-Runde

#### Platzierungsrunde
|  | Erste Runde      | Erste Runde      |                  |    | Spiel um Platz 7 | Spiel um Platz 7 |
|  |                  |                  |                  |    |                  |                  |
|  | Australien       | 33               |                  |    |                  |                  |
|  | Kenia            | 5                |                  |    |                  |                  |
|  | 15. April, 10:15 |                  |                  |    |                  |                  |
|  |                  |                  | 15. April, 13:33 |    |                  |                  |
|  | Australien       | 26               |                  |    |                  |                  |
|  |                  | Schottland       | 0                |    |                  |                  |
|  |                  |                  |                  |    |                  |                  |
|  | Spiel um Platz 5 |                  |                  |    |                  |                  |
|  | 15. April, 10:37 | 15. April, 10:37 | Kenia            | 24 |                  |                  |
|  | Schottland       | 19               | Wales            | 28 |                  |                  |
|  | Wales            | 12               |                  |    | 15. April, 13:11 | 15. April, 13:11 |

##### Erste Runde
| 15. April 2018 10:15 | Australien | 33 : 5 | Kenia | Robina Stadium, Gold Coast Schiedsrichter: Tevita Rokovereni (Fidschi) |
| 15. April 2018 10:15 | Bericht    |        |       | Robina Stadium, Gold Coast Schiedsrichter: Tevita Rokovereni (Fidschi) |

| 15. April 2018 10:37 | Schottland | 19 : 12 | Wales | Robina Stadium, Gold Coast Schiedsrichter: Jordan Way (Australien) |
| 15. April 2018 10:37 | Bericht    |         |       | Robina Stadium, Gold Coast Schiedsrichter: Jordan Way (Australien) |

##### Spiel um Platz 7
| 15. April 2018 13:11 | Kenia   | 24 : 28 | Wales | Robina Stadium, Gold Coast Schiedsrichter: Richard Haughton (England) |
| 15. April 2018 13:11 | Bericht |         |       | Robina Stadium, Gold Coast Schiedsrichter: Richard Haughton (England) |

##### Spiel um Platz 5
| 15. April 2018 13:33 | Australien | 26 : 0 | Schottland | Robina Stadium, Gold Coast Schiedsrichter: Craig Evans (Wales) |
| 15. April 2018 13:33 | Bericht    |        |            | Robina Stadium, Gold Coast Schiedsrichter: Craig Evans (Wales) |

#### Finalrunde
|  | Halbfinale          | Halbfinale       |                  |    | Finale           | Finale           |
|  |                     |                  |                  |    |                  |                  |
|  | England             | 12               |                  |    |                  |                  |
|  | Neuseeland          | 17               |                  |    |                  |                  |
|  | 15. April, 11:43    |                  |                  |    |                  |                  |
|  |                     |                  | 15. April, 15:04 |    |                  |                  |
|  | Neuseeland          | 14               |                  |    |                  |                  |
|  |                     | Fidschi          | 0                |    |                  |                  |
|  |                     |                  |                  |    |                  |                  |
|  | Spiel um Platz drei |                  |                  |    |                  |                  |
|  | 15. April, 12:05    | 15. April, 12:05 | England          | 21 |                  |                  |
|  | Südafrika           | 19               | Südafrika        | 14 |                  |                  |
|  | Fidschi             | 24               |                  |    | 15. April, 14:17 | 15. April, 14:17 |

##### Halbfinale
| 15. April 2018 11:43 | England | 12 : 17 | Neuseeland | Robina Stadium, Gold Coast Schiedsrichter: Rasta Rasivhenge (Südafrika) |
| 15. April 2018 11:43 | Bericht |         |            | Robina Stadium, Gold Coast Schiedsrichter: Rasta Rasivhenge (Südafrika) |

| 15. April 2018 12:05 | Südafrika | 19 : 24 n. V. | Fidschi | Robina Stadium, Gold Coast Schiedsrichter: Richard Kelly (Neuseeland) |
| 15. April 2018 12:05 | Bericht   |               |         | Robina Stadium, Gold Coast Schiedsrichter: Richard Kelly (Neuseeland) |

##### Spiel um Platz 3
| 15. April 2018 14:17 | England | 21 : 14 | Südafrika | Robina Stadium, Gold Coast Schiedsrichter: Craig Evans (Wales) |
| 15. April 2018 14:17 | Bericht |         |           | Robina Stadium, Gold Coast Schiedsrichter: Craig Evans (Wales) |

##### Finale
| 15. April 2018 15:04 | Neuseeland | 14 : 0 | Fidschi | Robina Stadium, Gold Coast Schiedsrichter: Damon Murphy (Australien) |
| 15. April 2018 15:04 | Bericht    |        |         | Robina Stadium, Gold Coast Schiedsrichter: Damon Murphy (Australien) |

## Abschlussplatzierungen
| Rang | Team       |
| ---- | ---------- |
|      | Neuseeland |
|      | Fidschi    |
|      | England    |
| 4    | Südafrika  |
| 5    | Australien |
| 6    | Schottland |
| 7    | Wales      |
| 8    | Kenia      |

| Rang | Team            |
| ---- | --------------- |
| 9    | Jamaika         |
| 9    | Kanada          |
| 9    | Malaysia        |
| 9    | Papua-Neuguinea |
| 9    | Sambia          |
| 9    | Samoa           |
| 9    | Sri Lanka       |
| 9    | Uganda          |

## Medaillengewinner
| Gold Neuseeland | Scott Curry, Tim Mikkelson, Trael Joass, Etene Nanai-Seturo, Dylan Collier, Vilimoni Koroi, Sam Dickson, Andrew Knewstubb, Regan Ware, Kurt Baker, Akuila Rokolisoa, Sione Molia                                           |
| Silber Fidschi  | Sevuloni Mocenacagi, Josua Vakurunabili, Kalione Nasoko, Paula Dranisinukula, Semi Kunatani, Jasa Veremalua, Mesulame Kunavula, Vatemo Ravouvou, Jerry Tuwai, Alasio Naduva, Eroni Sau, Amenoni Nasilasila, Sammi Viriviri |
| Bronze England  | Richard de Carpentier, Mike Ellery, Phil Burgess, Dan Norton, James Rodwell, Tom Mitchell, Dan Bibby, Alex Davis, Oliver Lindsay-Hague, Ruaridh McConnochie, Ethan Waddleton, Harry Glover, Charlie Hayter                 |